# 프랭크 피터슨
프랭크 피터슨(독일어: Frank Peterson 프랑크 페터르손[*], 1963년 12월 20일 ~ )은 독일의 음악 프로듀서로, 이니그마, 사라 브라이트만, 오프라 하자, 그레고리안, 프린세스라, 안드레아 보첼리와 함께 첫 국제 앨범인 로만자를 작업한 것으로 유명하다.